# Franz Gross (Physiker)
Franz Lucretius Gross (* 9. August 1937 in Minneapolis) ist ein US-amerikanischer theoretischer Physiker.
Gross studierte am Swarthmore College (Bachelor 1958) und wurde 1963 an der Princeton University promoviert.  Danach war er an der Cornell University, wo er 1966 Assistant Professor und 1969 Associate Professor wurde. 1970 wurde er Associate Professor und 1976 Professor am College of William and Mary. 1996 bis 2000 war er dort Dekan für Forschung (und Graduate Studies) und 2002 emeritierte er dort. Außerdem ist er am Teilchenbeschleuniger CEBAF (dem späteren Thomas Jefferson National Accelerator Facility, JLAB), ab 1984 als Associate Director für Forschung, ab 1986 als Senior Staff Theorist und 2000 bis 2002 übergangsweise als Leiter der Theorieabteilung und danach als Principal Staff Scientist tätig gewesen.
Er war unter anderem Gastwissenschaftler an der University of California, Santa Barbara (1969), am INFN (Istituto Nazionale di Fisica Nucleare) in Rom (1989), der Universität Utrecht (1990), dem Institute for Nuclear Theory (INT) der  University of Washington und Gastprofessor an der Carnegie-Mellon University (1981) und der Leibniz-Universität Hannover (1983).
Er ist Fellow der American Physical Society und war Fulbright und Woodrow Wilson Fellow.
Gross befasste sich unter anderem mit dem relativistischen Wenigteilchenproblem in Kern- und Teilchenphysik (zum Beispiel Quarkmodelle von Mesonen oder Nukleonen im Deuteron oder Helium 3), elektromagnetischer Struktur von Hadronen und Kernen (elastische und inelastische Elektronenstreuung) und relativistische Wellengleichungen für gebundene Zustände. Er schrieb ein Lehrbuch über Quantenfeldtheorie.

## Schriften
- Relativistic quantum mechanics and field theory, Wiley 1999